# Жильбер Сирийский
Жильбер Сирийский (также известный как Гилберт, Хосберто или Жубер; фр. Joubert de Syrie; XII век, Прованс — 1177) — 7-й магистр Мальтийского ордена (1172—1177).

## Биография
Родился в Палестине (Сирия) отсюда и прозвище. Происхождение неизвестно.
Когда король Амори I Иерусалимский отправился в поездку в Константинополь в 1172 году, чтобы заключить союз с византийским императором Мануилом I Комнином против Саладина, он назначил Жильбера Сирийского регентом Иерусалимского королевства и опекуном несовершеннолетнего наследника престола Балдуина IV на время своего отсутствия.
В 1172 году провёл успешные переговоры, с целью добиться освобождения графа Триполи Раймонда III, находившегося в плену у сарацинов с 1164 года.
В августе 1174 года выступил вместе с тамплиерами и местной знатью против барона Миля де Планси, ставшего неофициальным регентом при Балдуине IV Прокажённом. Хронист Вильгельм Тирский называл его «скандалистом и клеветником, вечно приносящим проблемы». Миль оскорблял баронов королевства, особенно полеинов (местную знать, успевшую породниться с византийцами), отказываясь принимать их по любому поводу. Жильбер Сирийский отказался силами ордена поддержать его нападение с нормандско-сицилийским флотом на Египет. Он встал на сторону графа Триполи Раймонда III, который сменил Миля в качестве регента.
В декабре 1174 года рыцари ордена приняли участие в нападении Раймонда III на султана Саладина в Сирии, где последний захватил Хомс. В 1176 году магистр госпитальеров присоединился к графу Фландрии Филиппу Эльзасскому, для борьбы с Саладином в Сирии. Жильбер Сирийский поддерживал политику короля Балдуина IV, который хотел проникнуть в Египет. За их поддержку король обещал ордену участок земли (ещё не завоеванный) в Египте.
Жильбер уговорил Папу Римского Александра III, отменить прелатам требовать «десятину новиала» с земель, принадлежащих госпитальерам, и с кормов, предназначенных для пропитания их скота. Жильбер бережно относиться к средствам Ордена, но никогда не скупился чтобы обеспечить белым хлебом бедняков Госпиталя де л’Ордр в Иерусалиме, издал документ, в котором указывается, что каждая буханка должна быть весом в две марки (1 марка = 12,25 кг) и что каждый бедняк должен был получить половину буханки хлеба.
Он является автором указа 1175 года о церкви Акко, который устанавливал «Правила церкви госпитальеров Иерусалима», касающиеся процедур, относящихся к утреннему служению частных месс, публичных, похоронных обрядов, таинств, зажигания свечей и др., в котором он не отказывается ни от одной из привилегий, которые получил от Святого Престола ранее.
Жильбер Сирийский последний раз упоминается в январе 1177 года, поэтому, вероятно, умер в том же году. Его преемник Роже де Мулен отказался от планов вторжения в Египет.